# Hadżdża
Hadżdża (arab. حجة, Ḩajjah) – miasto w zachodnim Jemenie. Ośrodek administracyjny muhafazy Hadżdża. Według spisu ludności w 2004 roku liczyło 35 180 mieszkańców. Ośrodek przemysłu spożywczego.